# Radioti
Radioti er en radiostation for folk med psykosociale lidelser.
Stationen har til huse hos Netværkstedet Thorvaldsen på Frederiksberg og sender til hele Storkøbenhavn. Senderen er placeret på toppen af Zootårnet på Valby Bakke.
Udsendelserne henvender sig primært til folk med psykiske problemer, men stationen laver også musikbaserede udsendelser og ungdomsprogrammer.
Fra år 2011 har Radioti også sendt alle udsendelse på nettet.